# 尹欣
尹欣（1955年—），云南宜良人，中华人民共和国地方政府官员。
中国共产党党员。1982年在云南省煤炭工业厅宣传处工作。后任《云南党风建设》杂志主编、省纪委党风宣副主任、省委办公厅正处级秘书、曲靖市委纪委书记、市委常务副书记兼常务副市长、党校校长、西双版纳州州委书记。2004年起任云南省委宣传部常务副部长，同时兼任云南省人大常委会教科文卫工作委员会副主任。他也是中共十六大代表、中国作家协会会员、云南省摄影家协会主席。2015年1月，尹欣还以中共云南省委第七巡回督导组组长身份参加过公务活动。2015年3月18日，财新网报道尹欣因涉嫌严重违纪违法，被云南省纪委调查。